# Nothaltschalter

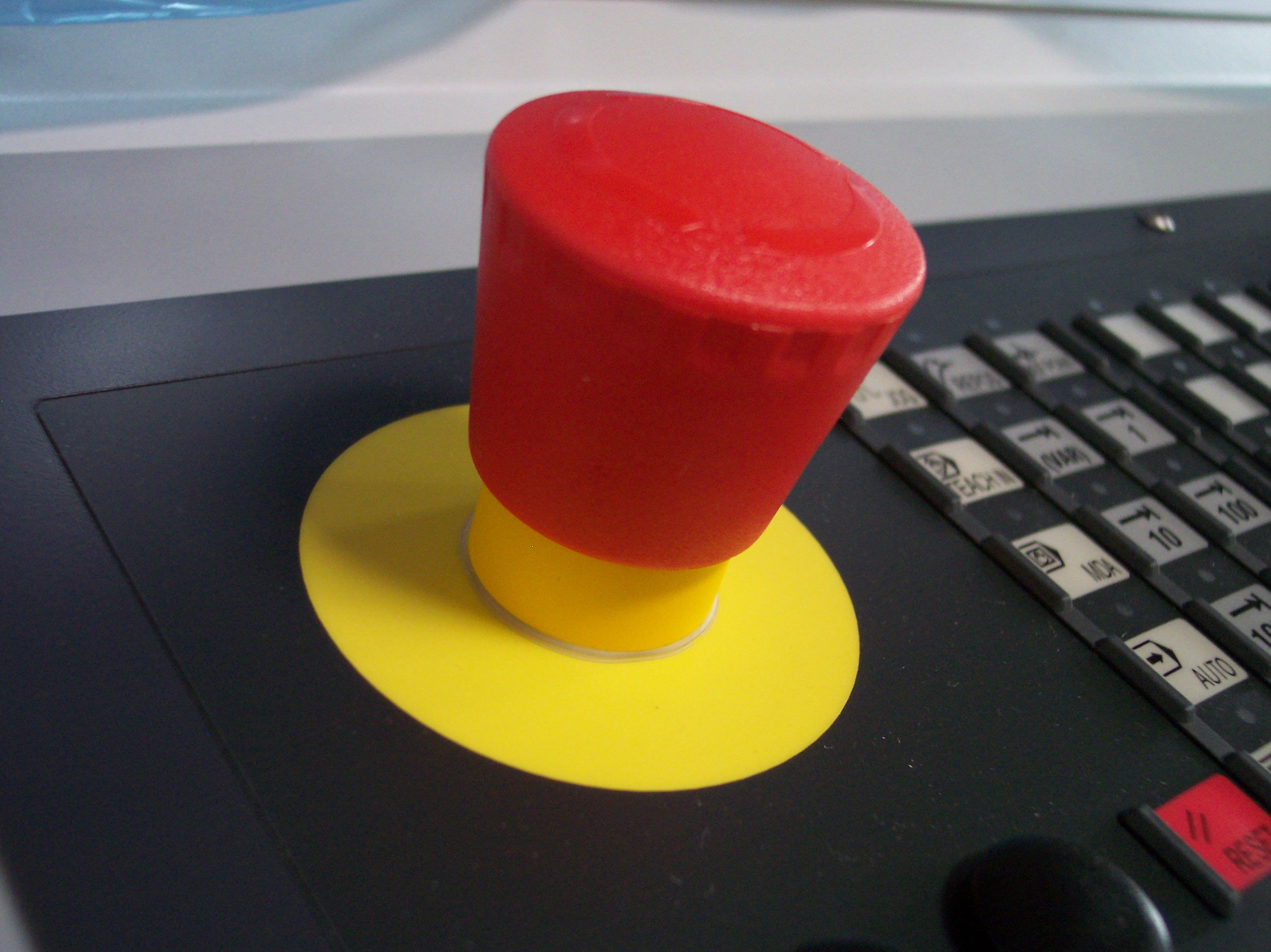
Not-Aus-Betätiger

Der Nothaltschalter, auch Not-Halt-Schalter geschrieben oder Not-Halt genannt, ist ein Schalter an Maschinen, Fahrzeugen und Anlagen. Er dient dazu, diese im Gefahrenfall oder zur Abwendung einer Gefahr schnell in einen sicheren Zustand zu versetzen. Je nach Einsatzfeld werden verschiedene Strategien verfolgt, im einfachsten Fall folgt der Auslösung eine Unterbrechung der Stromzufuhr.
Im allgemeienn Sprachgebrauch werden Schaltvorrichtungen, die Maschinen stillsetzen, oft als Not-Aus bezeichnet. Die Normen und die Fachliteratur unterscheiden diese Funktionen jedoch. Der weitau größte Teil der umgangssprachlich als Not-Aus bezeichneten Schaltgeräte stellt in Wirklichkeit eine Not-Halt-Funktion bereit.

## Aufbau

### Farbe
Alle relevanten Normen sagen aus, dass sich Not-Aus-Schalter sowie Not-Halt-Taster als Not-Bediengeräte durch ihre Farbgebung von der Umgebung erkennbar abheben sollen, um so schnell erkannt werden zu können. Die häufigste Farbgebung ist das Bedienteil in der Sicherheitsfarbe Rot und als Kontrastfarbe Gelb. Diese Farbkombination wird auch in der Norm DIN EN ISO 13850 beschrieben. Mindestens für den deutschsprachigen Raum kann eine Farbgebung wie in der untenstehenden Tabelle als Standard angesehen werden.

Not-Halt-Taster in typischer Farbgebung

| Bedienteil  | rot  | RAL 3001 (signalrot)  | Sicherheitsfarbe |
| Hintergrund | gelb | RAL 1003 (signalgelb) | Kontrastfarbe    |

### Form
Eine häufige Bauart sind pilzförmige Schalter, daneben existieren auch Bauformen wie Reißleinenschalter (Zugleinenschalter) und Sicherheitslichtschranken.
Für pilzförmige Schalter finden sich im Sortiment der gängigen Anbieter ausschließlich konische Formen des Bedienteils. Dies dient zur Vermeidung der Blockierung durch Fremdkörper. Ältere Modelle (vor 1995) weisen teils noch überkragende Formen auf.

Formgebung alt gegen neu

### Beschriftung / Symbole
DIN EN 60204-1 empfiehlt, das Symbol 5638 der IEC 60417-DB als Kennzeichnung von Not-Bedienteilen zu verwenden. Das Symbol ist jedoch nur für den Not-Halt genormt. Für die Darstellung einer Not-Aus-Funktion existiert kein genormtes Symbol. Die häufig zu sehende, teils zusätzliche, Beschriftung ist durch Normen nicht gefordert.

Symbol 5638 aus IEC 60417: Emergency stop

## Funktion
Der Not-Halt-Schalter muss sich nach Betätigung verriegeln und kann, je nach zu erreichender Sicherheitsstufe, nur mit einem Schlüssel, durch Drehen des Not-Aus-Schalters oder dessen Herausziehen wieder in seine ursprüngliche Position zurückversetzt werden. Er muss so angelegt sein, dass der Maschinen- oder Anlagenbediener ihn unmittelbar im Notfall betätigen kann.
Normalerweise werden zusammen mit Not-Halt-Schaltern Not-Halt-Schaltgeräte eingesetzt, die die notwendigen Anforderungen an die Zuverlässigkeit erfüllen, so darf etwa die Maschine nach dem Entriegeln nicht wieder von selbst anlaufen. Not-Halt-Schaltungen werden je nach technischen Bedingungen in Stopp-Kategorien eingeteilt (ISO 13850:2015 Pkt. 4.1.3 und EN 60204-1:2018 Pkt. 9.2.2):
Stopp-Kategorien
- Stopp-Kategorie 0: Energiezufuhr zu den Antriebselementen wird sofort getrennt (nur sinnvoll, wenn das plötzliche Abschalten der Energie keine Gefährdung verursacht)
- Stopp-Kategorie 1: gesteuertes Stillsetzen: Maschine wird in einen sicheren Zustand versetzt, dann erst wird die Energie zu den Antriebselementen endgültig getrennt. Dies ist sinnvoll, wenn Klemmungen, Bremsen o. Ä. Energie benötigen.
- Stopp-Kategorie 2: Maschine wird in einen sicheren Zustand versetzt, die Energie aber nicht getrennt. Diese Kategorie sollte nur dann genutzt werden, wenn technisch keine Möglichkeit besteht, gefahrlos die Energie zu trennen. Zum Beispiel würde bei einem Kran mit Lasthebemagnet das Abschalten der Spannung am Magnet zum Abstürzen der Last führen (nur EN 60204-1:2018 Pkt. 9.2.2).

Unterschiede zwischen NOT-AUS und NOT-HALT:
| Not-Aus | Not-Halt |
| --- | --- |
| Wird dazu verwendet, um ein sofortiges Ausschalten der elektrischen Energie zu erreichen. Dies dient dazu, bereits eingetretene elektrische Risiken, also lebensgefährliche Körperdurchströmung, siehe Stromunfall, zu unterbrechen. | Wird dazu verwendet, um ein sofortiges Stillsetzen des kraftbetriebenen Arbeitsmittels einzuleiten. Die vorhandenen Energien werden für das gezielte Stillsetzen der gefahrbringenden Bewegung benötigt und erst nach Stillstand ausgeschaltet. |

## Sicherheitsaspekte
In Bezug auf die Gefährdungen müssen Sicherheitsbetrachtungen und mögliche Auswirkungen beim Ausfall einer Sicherheitseinrichtung wie dem Nothaltkreis durchgeführt werden. Zur Anwendung kommt z. B. die EN ISO 13849 oder Sicherheitsanforderungsstufen nach DIN EN 61508 bzw. der internationalen Norm IEC 61508. Hier werden Risikographen zur Quantifizierung der Gefährdungen erstellt. Daraus ergeben sich fünf Sicherheitskategorien.
Je höher die Gefährdungen, umso höhere Anforderungen werden an die Ausfallsicherheit der Abschalteinrichtung gestellt.
Beispiel
Wenn z. B. aus dem Risikographen die Kategorie 3 ermittelt wird, ist eine Redundanz erforderlich, die bei einem einzelnen Fehler die Abschaltfunktion aufrechterhält und diesen Fehler erkennbar macht, zum Beispiel, indem sich die Anlage dann nicht wieder einschalten lässt. Das bedeutet, dass nicht nur alle Komponenten und Leitungsverbindungen doppelt vorhanden sein müssen, sondern auch, dass die jeweils doppelt vorhandenen Komponenten einzeln überwacht werden. Es werden durch zusätzliche Kontakte überwachte Koppelrelais und Schütze verwendet, die sich dadurch auszeichnen müssen, dass ihre Kontaktzungen zwangsgeführt sind: Bleibt ein Schließer durch Kontaktverschweißung haften, bewegen sich auch alle anderen Kontaktzungen nicht mehr – ein der Überwachung dienender Öffner schließt bei stromloser Spule dann nicht und verhindert ein Wiedereinschalten (der Öffner liegt im Einschaltkreis).
Grundsätzlich wird das Ruhestromprinzip angewandt; d. h. bei Ausfall der Hilfsenergie wird der sichere Zustand erreicht. Technische Vorgaben sind in DIN EN ISO 13850 (Nachfolgenorm von DIN EN 418) enthalten. Dabei gibt es keine harte Vorgabe für eine Beschriftung.
Beim echten Not-Aus ist gefordert, die Anlage zum Schutz gegen elektrischen Schlag spannungsfrei zu schalten. Die heute gültigen Normen der Gremien IEC, EN und VDE sind sich darin einig, dass ein bloßes Schalten nicht zur Sicherstellung der Spannungsfreiheit ausreicht. Die VDE 0100-537 listet explizit die Geräte auf, die für die Unterbrechung der Stromzufuhr im Falle eines Not-Aus-Schaltvorgangs zugelassen sind. Gemeinsames Merkmale sind u. a. die Fähigkeit, eine sichere Trennung und eine Schaltung unter Last herzustellen. Daraus ergibt sich, dass ein Schütz nicht für eine solche Schaltung verwendet werden darf. Geeignete Geräte sind unter anderem Lasttrennschalter, Leistungsschalter, FI-Schalter und FI/LS-Kombinationen. Diese könnne den Ausschaltbefehl beispielsweise über Unterspannungsauslöser erhalten, die durch die Bediengeräte angesteuert werden.
Sicherheitsnormen erwähnen den Not-Halt. Bei Not-Halt ist es nicht gefordert, dass die gesamte Maschine spannungsfrei wird. Ein Antrieb muss bei Erkennen einer gefahrbringenden Situation durch den Bediener angehalten werden können zum Schutz vor einer Gefährdung. Zum kontrollierten Abbremsen des Antriebes wird Spannung benötigt. In den meisten Fällen wird z. B. eine Speicherprogrammierbare Steuerung (SPS) oder angeschlossene PC-Technik nicht abgeschaltet. Auch Bremsen, Kühlungen, Absaugungen u. ä. Sicherheitstechnik werden meist nicht abgeschaltet, sofern von ihnen keine Gefährdungen ausgehen.
Arbeiten an einer Anlage mehrere Komponenten mit je einem Not-Halt-Schalter zusammen, muss jeder dieser Taster die gesamte Anlage außer Betrieb setzen. Beispielsweise muss eine Laser-Bearbeitungsmaschine sowohl vom vorgeschriebenen Notaus-Taster des Lasers als auch von demjenigen der Maschine auszuschalten sein.

## Normen zum Thema Not-Halt-Einrichtungen

Rettungszeichen für Not-Aus-Schalter nach ISO 7010

Folgende Normen zählen zu den wichtigsten für die elektrische Sicherheit und erläutern den Begriff Not-Halt:
| DIN EN ISO 13850 | 2016-05                           | Sicherheit von Maschinen – Not-Halt-Funktion – Gestaltungsleitsätze (ISO 13850:2015) Deutsche Fassung EN ISO 13850:2015 |
| VDE 0113         | Teil 1 2019-08 DIN EN 60204-1     | Sicherheit von Maschinen – Elektrische Ausrüstung von Maschinen – Teil 1: Allgemeine Anforderungen (IEC 60204-1:2016, modifiziert) Deutsche Fassung EN 60204-1:2018                                                                               |
| VDE 0660         | Teil 210 2017-08 DIN EN 60947-5-5 | Niederspannungsschaltgeräte – Teil 5-5: Steuergeräte und Schaltelemente - Elektrisches Not-Halt-Gerät mit mechanischer Verrastfunktion (IEC 60947-5-5:1997 + A1:2005 + A2:2016) Deutsche Fassung EN 60947-5-5:1997 + A1:2005 + A11:2013 + A2:2017 |

Diese Norm ersetzte DIN VDE 0100-460 (VDE 0100 Teil 460):1994-02. Der Begriff „Not-Ausschaltung“ einschließlich „Not-Halt“ wurde geändert in „Handlungen im Notfall“. In einem informativen Anhang ZA wird erläutert, was mit „Handlungen im Notfall“ gemeint ist.
In Europa wird ein Konzept beraten, den Gebrauch von Begriffen, die im Zusammenhang mit „Notfällen“ stehen, zu vereinheitlichen. Diese werden in dem Anhang zusammengestellt und sollen dem Anwender das Verständnis für die Begriffe erleichtern. Es handelt sich um folgende vier Begriffe: Stillsetzen im Notfall (bisher Not-Halt), Ingangsetzen im Notfall, Ausschalten im Notfall (bisher Not-Ausschaltung) und Einschalten im Notfall.
Die DIN EN 418 (Sicherheit von Maschinen, NOT-AUS-Einrichtung, funktionelle Aspekte, Gestaltungsleitsätze) ist durch die DIN EN ISO 13850 (Sicherheit von Maschinen – Not-Halt-Funktion – Gestaltungsleitsätze) ersetzt worden. Man beachte die Korrektur des Begriffes Not-Aus in Not-Halt (Übersetzungsfehler des englischen Wortes emergency stop wurde korrigiert).
Nach EN ISO 13850 muss jede Maschine (Ausnahme: von Hand tragbare und handgeführte Maschinen) durch eine einzige Handlung einer beliebigen, anwesenden Person ohne lange Überlegungen stillgesetzt werden können. Dies wird durch die Not-Halt-Funktion erreicht.

## Problematik der Begrifflichkeiten

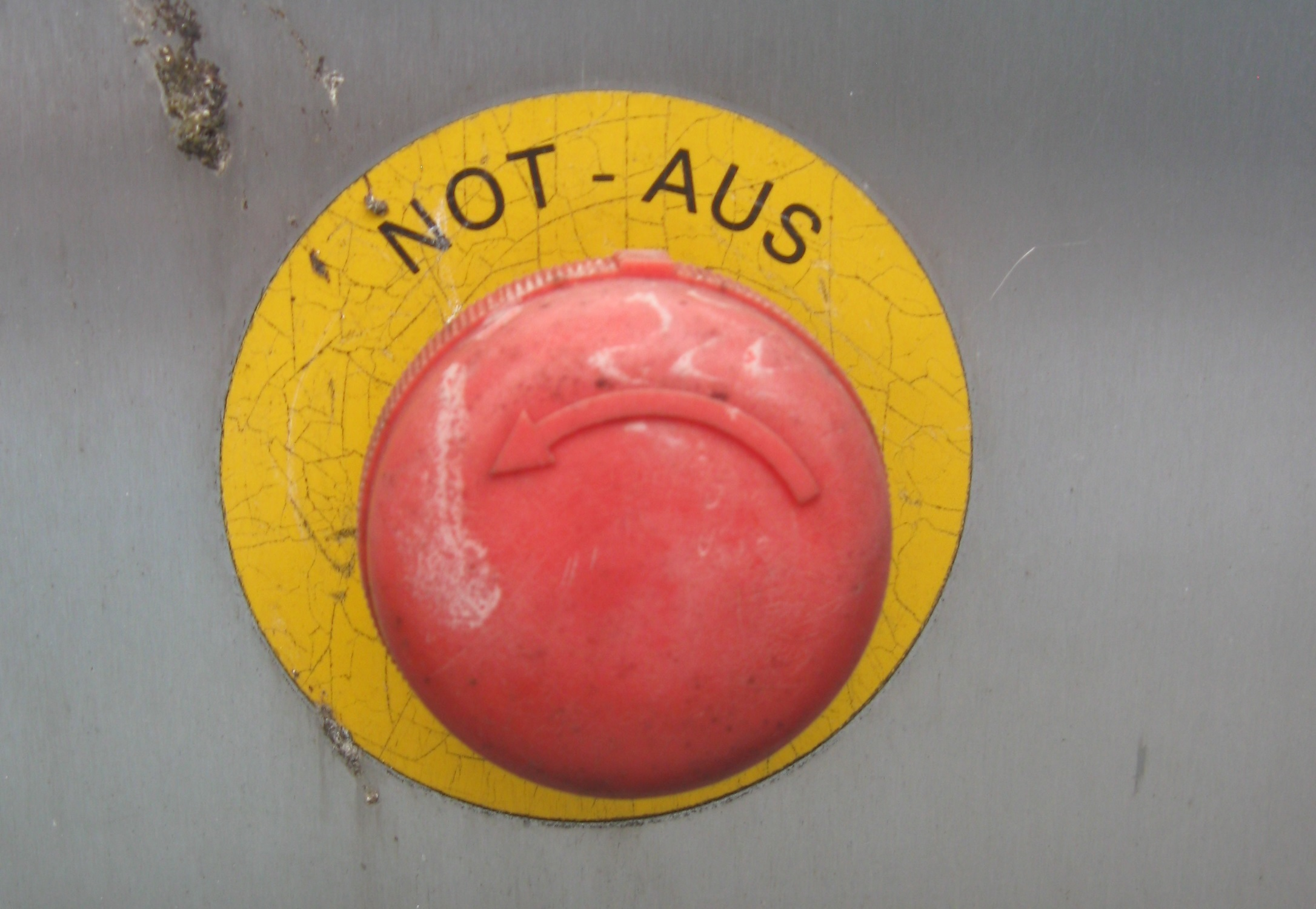
„Not-Aus“

Im deutschen Sprachgebrauch werden die beiden Funktionen Not-Aus (= Abschalten, Unterbrechen der Energiezufuhr) und Not-Halt (= Anhalten, Stillsetzen der beweglichen Maschinenteile) häufig unter dem Begriff „Not-Aus“ subsumiert, was zuweilen – auch unter Fachleuten – zu Verwirrungen führt. Korrekt ist die Verwendung von „Not-Aus“ als deutsche Entsprechung für den englischen Begriff emergency switching off. Es gab aber deutsche Normausgaben, die auch den englischen Begriff emergency stop fälschlich mit dem Ausdruck „Not-Aus“ wiedergaben. Dies tat insbesondere die EN418 (Sicherheit von Maschinen; NOT-AUS-Einrichtung, funktionelle Aspekte; Gestaltungsleitsätze; Deutsche Fassung EN 418:1992) und teilweise auch die alte EG-Maschinenrichtlinie 98/37/EG.
Die Nachfolgenorm ISO 13850 hat dies korrigiert und spricht von Not-Halt. In der neuen Fassung der Maschinenrichtlinie (2006/42/EG, bzw. 2009/127/EG) wurde der falsch verwendete Begriff ebenfalls durch Not-Halt ersetzt.

## Automatische und manuelle Hauptschalter bei Fahrzeugen

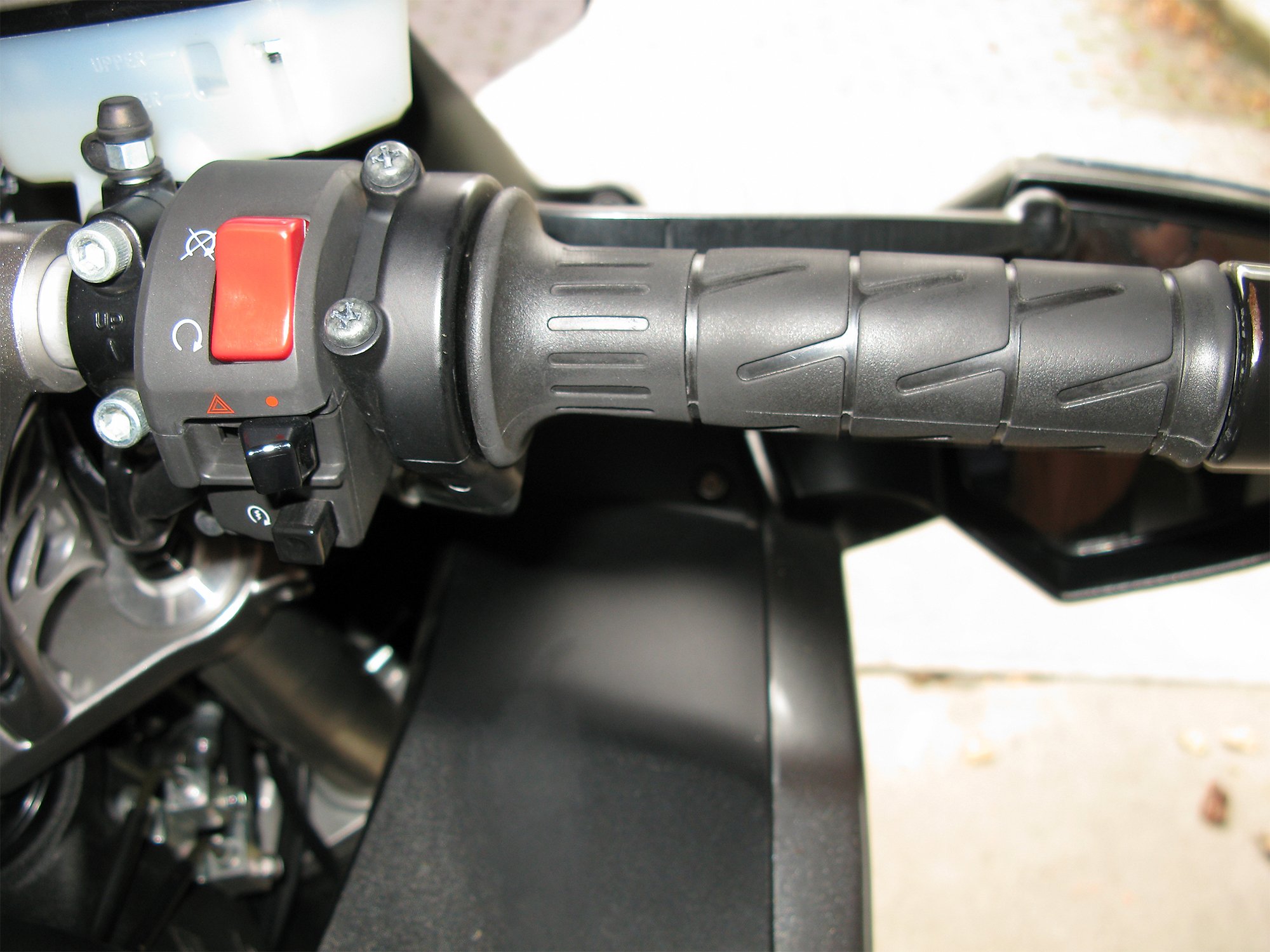
Not-Aus-Schalter an einem Motorrad

Bei Fahrzeugen, wie z. B. bei Rennwagen oder Nutzfahrzeugen, unterbricht der Notausschalter (Batterietrennschalter) je nach Anforderung die Zündung und ggf. auch die Kraftstoffzufuhr. In manchen Fällen wird das Fahrzeug komplett stromlos geschaltet (Kurzschluss- und Brandgefahr bei Unfall).

### Pyrotechnische Trenner
Hochwertige Pkw verfügen seit Anfang der 2000er-Jahre über einen pyrotechnischen Trenner, der den Hauptstromkreis von der Batterie trennt. Dies ist keine Schmelzsicherungen (wie z. B. Megafuse), sondern ein massiver Leiter mit beispielsweise 10 mm², der durch eine kleine Sprengladung durchtrennt wird. Wie beim Airbag wird diese elektrisch gezündet. Dies passiert i. d. R. gleichzeitig mit dem Auslösen des Airbags. Andere elektrische Systeme wie Warnblinkanlage, Autotelefon u. a. bleiben über einen separaten Stromkreis aus Sicherheitsgründen weiterhin funktionsfähig. Markennamen sind z. B. Autoliv Pyroswitch oder Bosch Pyrofuse.

### eFuse
In Kfz werden immer mehr Relais, Schalter und Schmelzsicherungen durch Sicherungen auf Basis von Halbleitern, genauer gesagt MOSFETs, ersetzt. Batterietrennschalter auf Basis von SiC-MOSFETs und IGBTs sind allerdings noch im Forschungsstadium.

### Motorräder
Bei Motorrädern ist üblicherweise am rechten Lenkergriff ein Not-Aus-Schalter oder „Killschalter“ angebracht, der den Motor abschaltet, ebenso wie wenn der Seitenständer bei eingelegtem Gang ausgeklappt ist oder wenn ein ggf. vorhandener Lagesensor einen Sturz erkennt.

### Schienenfahrzeuge
Auch Schienenfahrzeuge verfügen über Notausschalter. Diese unterbrechen aber bei Verbrennungstriebfahrzeugen nur die Kraftstoffzufuhr, indem die Kraftstoffpumpe stromlos geschaltet wird. Bei Elektrotriebfahrzeugen wird die Fahrdrahtspannung unterbrochen, indem der Stromabnehmer gesenkt wird und dadurch der Hauptschalter ausgeschaltet wird. Diese Notausschalter, die nur in Führerständen verbaut sind, sind aber nicht mit der Notbremse zu verwechseln, die pneumatisch oder elektropneumatisch angesteuert wird und pneumatisch wirkt.

## Software
In Analogie zu physischen Notausschaltern gibt es auch Notausmechanismen in Software. Diese können beispielsweise von Herstellern benutzt werden, um Software zu deaktivieren, oder von Besitzern, um gestohlene Geräte zu deaktivieren.
Manche Schadsoftware beinhaltet Notausschalter – wie es etwa bei dem Cyberangriff der WannaCry-Ransomware vom Mai 2017 der Fall war.
Weiterhin gibt es eine Debatte über eine Implementierung von Notausschaltern in Robotern und fortgeschrittenen Systemen künstlicher Intelligenz.